# ديبورتيفو ألافيس

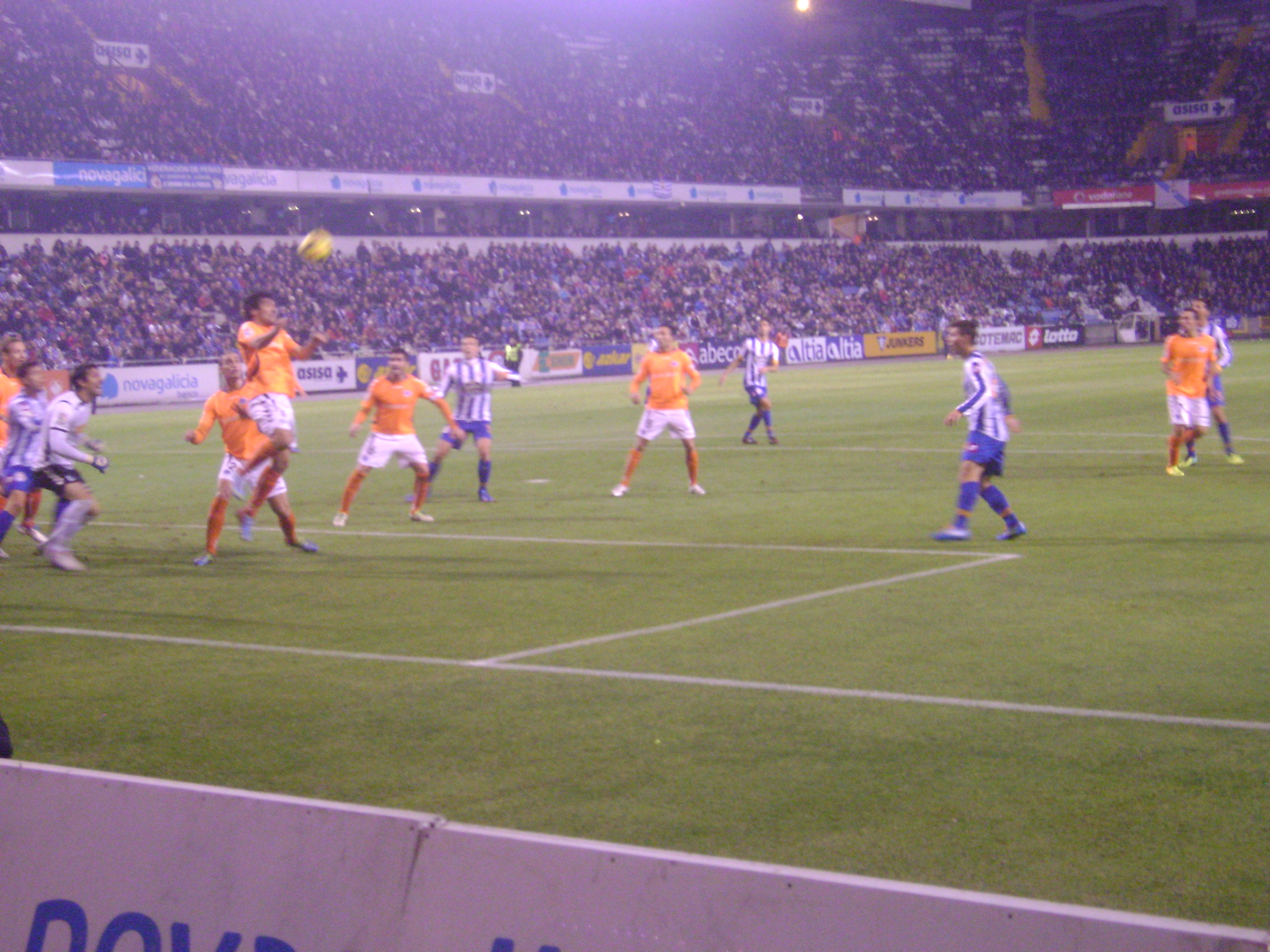
ديبورتيفو ألافيس في مباراة خارج أرضه ضد ديبورتيفو لاكورونيا.

ديبورتيفو ألافيس (بالإسبانية:Deportivo Alavés)، ويسمى اختصارًا ألافيس، هو نادي كرة قدم إسباني من فيتوريا-غاستايز الواقعة في مقاطعة ألافا في منطقة إقليم الباسك. أُسس النادي عام 1921 ويلعب حاليًا في الدوري الإسباني. يلعب الفريق مبارياته في ملعب مينديزوروتزا الذي يسع لاحتواء 19,800 شخص.
أفضل إنجازٍ للنادي كان في عام 2001، حيث استطاع الوصول إلى نهائي كأس الاتحاد الأوروبي في أول مشاركة له في البطولة، وخسر في النهائي أمام نادي ليفربول الإنجليزي بنتيجة 5–4.
زي الفريق الأساسي هو الأزرق، المخطط بالأبيض.

## سجل بطولات الفريق
- دوري الدرجة الثانية الإسباني: 1929–30، 1953–54، 1997–98، 2015–16
- دوري الدرجة الثالثة الإسباني: 1992–93، 1993–94، 1994–95، 2012–13
- دوري الدرجة الرابعة الإسباني: 1940–41، 1960–61، 1964–65، 1967–68، 1973–74، 1989–90
- كأس الاتحاد الأوروبي: الوصيف 2000–01
- كأس ملك إسبانيا : الوصيف 2017

## تشكيلة الفريق

### التشكيلة الحالية
آخر تحديث 2 فبراير 2023.
ملاحظة: تشير الأعلام إلى المنتخب الوطني على النحو المحدد في قواعد الأهلية للفيفا. قد يحمل اللاعبون أكثر من جنسية واحدة غير تابعة للفيفا.
| الرقم | البلد     | المركز | اللاعب                                     |
| ----- | --------- | ------ | ------------------------------------------ |
| 1     | إسبانيا   | حارس   | أنطونيو سيفيرا                             |
| 2     | كولومبيا  | مدافع  | أندرسون أرويو (إعارة من نادي ليفربول)      |
| 3     | إسبانيا   | مدافع  | روبن دوارتي (قائد الفريق)                  |
| 4     | صربيا     | مدافع  | ألكسندر سيدلار                             |
| 5     | إسبانيا   | مدافع  | فيكتور لاغوارديا                           |
| 6     | إسبانيا   | وسط    | توني مويا                                  |
| 7     | السنغال   | مهاجم  | مامادو سيلا                                |
| 8     | إسبانيا   | وسط    | سالفا سيفييا                               |
| 9     | إسبانيا   | مهاجم  | ميغيل دي لا فيوينت                         |
| 10    | إسبانيا   | وسط    | جاسون ريميسيرو                             |
| 11    | إسبانيا   | وسط    | لويس ريوخا (نائب القائد)                   |
| 12    | إسبانيا   | مهاجم  | أسيير فيلاليبري (إعارة من أتلتيك بيلباو)   |
| 14    | الأرجنتين | مدافع  | ناهويل تيناغليا (إعارة من تاليريس كوردوبا) |

| الرقم | البلد            | المركز | اللاعب                               |
| ----- | ---------------- | ------ | ------------------------------------ |
| 17    | إسبانيا          | وسط    | زيبر ألكين                           |
| 18    | إسبانيا          | وسط    | جون غوريدي                           |
| 19    | صربيا            | مدافع  | نيكولا ماراس (إعارة من نادي ألميريا) |
| 20    | إسبانيا          | مهاجم  | روبر (إعارة من ريال بيتيس)           |
| 21    | الجزائر          | مهاجم  | عبد الرحمن رباش                      |
| 22    | المغرب           | مدافع  | عبد الكبير أبقار                     |
| 23    | الأوروغواي       | وسط    | كارلوس بينافيديز                     |
| 27    | إسبانيا          | مدافع  | خافي لوبيز                           |
| 28    | غينيا الاستوائية | وسط    | أليكس بالبوا                         |
| 31    | غينيا الاستوائية | حارس   | جيسوس أوونو                          |
| 33    | الأرجنتين        | حارس   | أدريان رودريغيز                      |
| 37    | إسبانيا          | وسط    | أنطونيو بلانكو (إعارة من ريال مدريد) |

## وصلات خارجية
- موقع النادي الرسمي
- صفحة النادي في موقع كورة